# اولدژیخ رولتس
اولدژیخ رولتس (چکی: Oldřich Rulc؛ ۲۸ مارس ۱۹۱۱ – ۴ آوریل ۱۹۶۹) یک بازیکن فوتبال اهل چکسلواکی بود.

## باشگاهی
از باشگاه‌هایی که در آن بازی کرده‌است می‌توان به باشگاه فوتبال اسپارتا پراگ اشاره کرد.

## تیم ملی
وی سابقه ۱۷ بازی در تیم ملی فوتبال چکسلواکی را در کارنامه دارد.